# Nils Kåre Kvangraven
Nils Kåre Kvangraven – norweski brydżysta, European Master oraz European Champion w kategorii Junior (EBL).

## Wyniki brydżowe

### Zawody światowe
W światowych zawodach zdobył następujące lokaty:
| Mistrzostwa Świata. Konkurencja teamów | Mistrzostwa Świata. Konkurencja teamów | Mistrzostwa Świata. Konkurencja teamów   | Mistrzostwa Świata. Konkurencja teamów | Mistrzostwa Świata. Konkurencja teamów | Mistrzostwa Świata. Konkurencja teamów |
| Rok                                    | Miejsce                                | Zawody                                   | Kategoria                              | Drużyna                                | Pozycja                                |
| -------------------------------------- | -------------------------------------- | ---------------------------------------- | -------------------------------------- | -------------------------------------- | -------------------------------------- |
| 2007                                   | Szanghaj                               | 38. Mistrzostwa Świata Teamów            | Trans                                  | Dennor                                 | 31                                     |
| 2006                                   | Werona                                 | 12. Mistrzostwa Świata                   | Open                                   | Kvangraven                             | 83                                     |
| 2005                                   | Estoril                                | 37. Mistrzostwa Świata Teamów            | Trans                                  | Kvangraven                             | 61                                     |
| 2003                                   | Paryż                                  | 9. Młodzieżowe Mistrzostwa Świata Teamów | Juniorzy                               | Norway                                 | 6                                      |
| 2001                                   | Mangaratiba                            | 8. Młodzieżowe Mistrzostwa Świata Teamów | Juniorzy                               | Norway                                 | 6                                      |
| 1999                                   | Fort Lauderdale                        | 7. Młodzieżowe Mistrzostwa Świata Teamów | Juniorzy                               | Norway                                 | 5                                      |

| Mistrzostwa Świata. Konkurencja par | Mistrzostwa Świata. Konkurencja par | Mistrzostwa Świata. Konkurencja par | Mistrzostwa Świata. Konkurencja par | Mistrzostwa Świata. Konkurencja par | Mistrzostwa Świata. Konkurencja par |
| Rok                                 | Miejsce                             | Zawody                              | Kategoria                           | Partner                             | Pozycja                             |
| ----------------------------------- | ----------------------------------- | ----------------------------------- | ----------------------------------- | ----------------------------------- | ----------------------------------- |
| 2006                                | Werona                              | 12. Mistrzostwa Świata              | Open                                | Tom Hoiland                         | 144                                 |
| 1997                                | Santa Sofia Forlí                   | 2. Mistrzostwa Świata Par Juniorów  | Juniorzy                            | Tore Skoglund                       | 103                                 |

### Zawody europejskie
W europejskich zawodach zdobył następujące lokaty:
| Zawody europejskie. Konkurencja teamów | Zawody europejskie. Konkurencja teamów | Zawody europejskie. Konkurencja teamów    | Zawody europejskie. Konkurencja teamów | Zawody europejskie. Konkurencja teamów | Zawody europejskie. Konkurencja teamów |
| Rok                                    | Miejsce                                | Zawody                                    | Kategoria                              | Drużyna                                | Pozycja                                |
| -------------------------------------- | -------------------------------------- | ----------------------------------------- | -------------------------------------- | -------------------------------------- | -------------------------------------- |
| 2014                                   | Abacja                                 | 52. Mistrzostwa Europy Teamów             | Open                                   | Norway                                 | 10                                     |
| 2013                                   | Ostenda                                | 6. Otwarte Mistrzostwa Europy             | Open                                   | KCB Invest                             | 90                                     |
| 2007                                   | Antalya                                | 3. Otwarte Mistrzostwa Europy             | Open                                   | Kvangraven                             | 48                                     |
| 2005                                   | Teneryfa                               | 2. Otwarte Mistrzostwa Europy             | Open                                   | Viego                                  | 64                                     |
| 2002                                   | Torquay                                | 18. Młodzieżowe Mistrzostwa Europy Teamów | Juniorzy                               | Norway                                 | 3                                      |
| 2000                                   | Antalya                                | 17. Młodzieżowe Mistrzostwa Europy Teamów | Juniorzy                               | Norway                                 | 1                                      |
| 1998                                   | Wiedeń                                 | 16. Młodzieżowe Mistrzostwa Europy Teamów | Juniorzy                               | Norway                                 | 4                                      |

| Zawody europejskie. Konkurencja par | Zawody europejskie. Konkurencja par | Zawody europejskie. Konkurencja par | Zawody europejskie. Konkurencja par | Zawody europejskie. Konkurencja par | Zawody europejskie. Konkurencja par |
| Rok                                 | Miejsce                             | Zawody                              | Kategoria                           | Partner                             | Pozycja                             |
| ----------------------------------- | ----------------------------------- | ----------------------------------- | ----------------------------------- | ----------------------------------- | ----------------------------------- |
| 2013                                | Ostenda                             | 6. Otwarte Mistrzostwa Europy       | Open                                | Terje Lie                           | 3                                   |
| 2007                                | Antalya                             | 3. Otwarte Mistrzostwa Europy       | Open                                | Tom Hoiland                         | 23                                  |
| 2007                                | Antalya                             | 3. Otwarte Mistrzostwa Europy       | Miksty                              | Gunn Tove Vist                      | 6                                   |
| 2005                                | Teneryfa                            | 2. Otwarte Mistrzostwa Europy       | Open                                | Tom Hoiland                         | 37                                  |
| 1999                                | Warszawa                            | 10. Mistrzostwa Europy Par          | Open                                | Bjorn W. Amundsen                   | 214                                 |

## Klasyfikacja
- Nils Kåre Kvangraven – klasyfikacja WBF (ang.)
- Nils Kåre Kvangraven – klasyfikacja EBL (ang.)